# Лили Кейд
Лили Кейд (англ. Lily Cade, род. 25 января 1985[…], Лос-Анджелес, Калифорния) — американская порноактриса и режиссёр эротических фильмов. Известна своими трансфобными убеждениями.

## Биография
Родилась 25 января 1985 года в Лос-Анджелесе. В юности Кейд жила на ферме в штате Кентукки, где её семья занималась разведением лошадей и скачками. В 18 лет вернулась в Калифорнию, где начала учёбу в Университете Южной Калифорнии по специальности «сценарий и режиссура», а также работала ассистентом режиссёра.
В университете, чтобы заплатить за обучение, работала доминой. Окончив университет во время забастовки Гильдии сценаристов в 2008 году, дебютировала в порноиндустрии, заработав 200 долларов за съёмку первой лесбийской сцены. Позже, в ноябре того же года, снялась в первой хардкор-сцене с порноактрисой Капри Кавалли для своего веб-сайта.
Специализируется на фильмах лесбийской тематики. Снимается у таких продюсеров, как Girlfriends Films, Kick Ass, Wicked, Pure Play Media, Filly Films, Forbidden Fruits Films, Devil's Film, Adam & Eve, Mile High и Vivid.
Освоившись в индустрии, также начала снимать фильмы в качестве режиссёра, сняв более 40 фильмов, во многих из которых выступила в качестве актрисы, для таких продюсеров, как Filly Films. С режиссёрский дебютом — фильмом Art School Dykes с Индией Саммер — в 2012 году была номинирована на AVN Awards в категории «лучшая групповая лесбийская сцена».
На июль 2019 года снялась более чем в 170 фильмах.

## Награды и номинации
| Год  | Церемония         | Результат | Номинация                                     | Работа                  |
| ---- | ----------------- | --------- | --------------------------------------------- | ----------------------- |
| 2011 | AVN Awards        | Номинация | Лучшая групповая лесбийская сцена             | An Orgy of Exes         |
| 2012 | AVN Awards        | Номинация | Лучшая групповая лесбийская сцена             | Art School Dykes        |
| 2014 | AVN Awards        | Номинация | Лесбийская исполнительница года               | н/д                     |
| 2014 | AVN Awards        | Номинация | Лучшая лесбийская сцена                       | Lesbian Fuck Club       |
| 2014 | Spank Bank Awards | Номинация | Clam Crazed Cooze of the Year                 | н/д                     |
| 2016 | AVN Awards        | Номинация | Лесбийская исполнительница года               | н/д                     |
| 2016 | AVN Awards        | Номинация | Лучшая групповая лесбийская сцена             | Ms. Grey                |
| 2016 | Spank Bank Awards | Номинация | Puppeteer of the Year (aka Best Hands/Fister) | н/д                     |
| 2016 | XBIZ Award        | Номинация | Лучшая лесбийская актриса                     | Ms. Grey                |
| 2017 | AVN Awards        | Номинация | Лесбийская исполнительница года               | н/д                     |
| 2017 | XBIZ Award        | Номинация | Лучшая секс-сцена в лесбийском фильме         | Heartbreaker VS Obscura |
| 2017 | XRCO Award        | Номинация | Лучшая лесбийская исполнительница             | н/д                     |
| 2018 | XBIZ Award        | Номинация | Лучшая секс-сцена в лесбийском фильме         | Ms. Grey 2: Darker      |
| 2018 | Spank Bank Awards | Номинация | Sensational Scissorist                        | н/д                     |

## Личная жизнь
С 2008 года состоит в браке со Sten Cade.

## Избранная фильмография
- Best Fucking Friends 3[15],
- Coming Together[16],
- Elexis Unleashed[17],
- Filthy Rich Lesbians[18],
- Heartbreaker VS Obscura[19],
- Lesbian Daydreams 3[20],
- Shades of Love[21],
- The Muse[22],
- Tough Muff Gettin' Rough[23].

## Взгляды
Лили Кейд известна своими трансфобными убеждениями. В частности, она написала манифест, в котором призвала к линчеванию транс-женщин.